# Anni Huotari
Anna Maria Huotari dite Anni Huotari (née Torvelainen le 13 juillet 1874 à Viipuri et morte le 15 avril 1943 à Helsinki) est une couturière et femme politique finlandaise,.

## Biographie

### Jeunesse, famille et débuts professionnels et militants
Anni Torvelainen est l'enfant d'Ulla Maria Torvelainen, une employée de maison célibataire de Viipuri. 
Elle commence l'école secondaire à l'âge de 11 ans et la termine après quatre classes en 1889 car sa pauvre mère ne peut pas se permettre que de la mettre dans une école de couturières. 
Dans les années 1890, Anni Torvelainen participe pour la première fois aux réunions du syndicat des travailleurs de Viipuri. 
En 1900, elle est élue première présidente du groupement professionnel des couturières de Viipuri. 
En 1901 et 1903, elle participe aux réunions du Parti social-démocrate de Finlande en tant que représentante du syndicat des travailleurs de Viipuri. 
En septembre 1902, Anni Huotari épouse Anton Huotari, journaliste de Viipurin Sanomat. 
Entre 1903 et 1912, six enfants sont nés dans la famille, et Anni s'intéresse non seulement aux questions professionnelles, mais aussi à la protection et à l'éducation des enfants. 
Lorsque le Comité de la Fédération de l'Union des travailleurs sociaux-démocrates s'installe à Viipuri, Anni Huotari en devient secrétaire de 1902 à 1905 et présidente de 1905 à 1906. 

### Carrière politique
En 1906, elle devient aussi secrétaire de l'Association finlandaise des travailleurs de la couture. 
La même année, la famille Huotari s'installe à Tampere, quand Anton Huotari devient rédacteur en chef de Kansan Lehti. 
À Tampere, Anni Huotari participe à la lutte pour l'établissement du suffrage universel en écrivant, entre autres, des articles pour Kansan Lehti. 
Dans les années 1910, elle préside à deux reprises la section féminine de l'Association des travailleurs de Tampere. 
Anni Huotari est élue députée de la circonscription de l'Est de Kuopio du 22 mai 1907 au 31 juillet 1908, de la circonscription de Viipuri du 1er août 1908 au 28 février 1910 et de la circonscription du Nord du Häme du 1er février 1911 au 25 septembre 1918. Elle est l'une des premières femmes parlementaires de l'histoire du pays.

### Guerre civile
Pendant la guerre civile finlandaise, Anni Huotari est membre du comité législatif de la  Délégation du peuple finlandais. 
Les opinions d'Anni Huotari sur la guerre civile ne sont pas connues, mais selon la lettre d'Anton Huotari à ses enfants, ils ont rejoint la Délégation du peuple finlandais par allégeance au mouvement ouvrier, qu'ils avaient tous deux longtemps servi. 
À la fin de la guerre civile, Anni et Anton Huotari, comme presque tous les autres membres de la Délégation du peuple finlandais, décident de fuir en Russie soviétique. 
Ils laissent à leurs enfants une lettre d'adieu, qui leur donne des instructions sur la façon de vendre leurs biens.
À Viipuri, cependant, Anni Huotari décide qu'elle ne peut pas laisser ses enfants et Anni et Anton se rendent aux Blancs. 
En octobre 1918, Anni Huotari est condamnée pour trahison à une peine de cinq ans et quatre mois à purger au camp de travail forcé d'Hämeenlinna. 
En juin 1919, Anni Huotari bénéficiera d'une liberté conditionnelle, puis elle sera finalement graciée en 1921.

### Dernières décennies
Après avoir été libérée du camp de travail, Anni Huotari est vieillie, maigrie et fatiguée. 
Cependant, elle reprend des activités pour l'organisation, bien que, ayant perdu ses droits civiques, elle ne puisse pas s'impliquer dans les associations en tant que membre à part entière. 
Pour cette raison, elle participe d'abord aux réunions en tant que journaliste pour Kansan Sana, établi à Tampere. 
En 1920, Anni Huotari est à nouveau élue présidente de la section féminine de l'Association des travailleurs de Tampere. 
Anton Huotari est libéré en janvier 1922, après quoi Anni peut à nouveau participer pleinement aux activités politiques. 
Aux élections municipales de 1922, elle est élue conseillère municipale de Tampere, et aux élections législatives de la même année, elle est la principale candidate pour les femmes du SDP. 
Elle est députée de la circonscription d'Uusimaa du 5 septembre 1922 au 1er septembre 1927 et du 4 avril 1932 au 15 avril 1943.
En 1923, la famille déménage à Helsinki après qu'Anton Huotari ait été élu rédacteur en chef du Suomen Sosialidemokraatti,.
Anni Huotari décédera dans un accident de la circulation en avril 1943 alors qu'elle revenait d'une réunion d'un syndicat de femmes tenue à la Maison des travailleurs d'Helsinki. 
Sa bénédiction dans la chapelle du crématorium d'Hietaniemi a été prononcée par le député du Parti de la coalition nationale et ancien ministre Paavo Virkkunen. 
Sylvi-Kyllikki Kilpi et Väinö Tanner, entre autres, ont pris la parole lors de l'événement.

### Une figure féminine
Au début du XXe siècle, Anni Huotari est l'une des figures féminines les plus importantes du mouvement ouvrier finlandais, avec Miina Sillanpää et Ida Aalle-Teljo. 
Elle a combattu pour l'égalisation des droits des femmes et a fait pression pour l'amélioration des soins aux enfants et aux personnes âgées.
Anni Huotari s'est également battue pour le suffrage universel. 
Elle était présidente du Syndicat des travailleuses finlandaises (fi) lorsque les femmes ont obtenu le droit de vote, après quoi Anni Huotari s'est chargée de faire en sorte que les nouvelles électrices participent aux élections. Elle a encouragé les femmes à se rendre aux urnes en leur rappelant que les nouveaux droits civiques leur appartenaient.